# Campionat del Món de motociclisme de 2007
La temporada de 2007 del Campionat del món de motociclisme fou la 59a edició d'aquest campionat, organitzat per la FIM. En un any marcat per diversos canvis de normativa, Casey Stoner, amb Ducati, va guanyar el títol de MotoGP amb deu victòries a les divuit curses i un avantatge de 125 punts sobre el segon classificat, Dani Pedrosa. Jorge Lorenzo va guanyar el seu segon títol de 250cc i Gábor Talmácsi va guanyar el de 125cc, per davant del valencià Héctor Faubel.

## Canvis de normativa
Aquella temporada es van introduir canvis significatius al reglament, ja que es limità la cilindrada màxima de les motocicletes de MotoGP a 800 cc (entre el 2002 i el 2006, el topall era de 990 cc). Tot i que les motos de 800 cc tenien menys potència que les de 990, la seva capacitat de frenar més tard i arribar amb més velocitat als revolts a causa del seu pes més lleuger (que n'augmentava la relació pes-potència) els permetia de batre rècords de volta ja en les proves de pretemporada.
A més de la reducció de la cilindrada, als equips de MotoGP se'ls restringí la quantitat de pneumàtics per Gran Premi a 31 per pilot. Aquest canvi semblava haver afavorit el rang de rendiment més ampli dels Bridgestone respecte als Michelin, més específics segons la temperatura i la pista. La pressió dels millors pilots i les baixades d'audiència van portar el director general de Dorna, Carmelo Ezpeleta, a proposar un fabricant de pneumàtics únic per a MotoGP. Al final, les normes es van modificar per a permetre 9 pneumàtics més per Gran Premi i pilot i Valentino Rossi va canviar a Bridgestone de cara a la temporada de 2008, mentre que el seu company d'equip de fàbrica de Yamaha aquella temporada, Jorge Lorenzo, va fer servir els Michelin.
Pel que fa a Dunlop, aquella va ser l'última temporada que va proporcionar pneumàtics a equips de la categoria de MotoGP fins a l'actualitat.

## El campionat de MotoGP

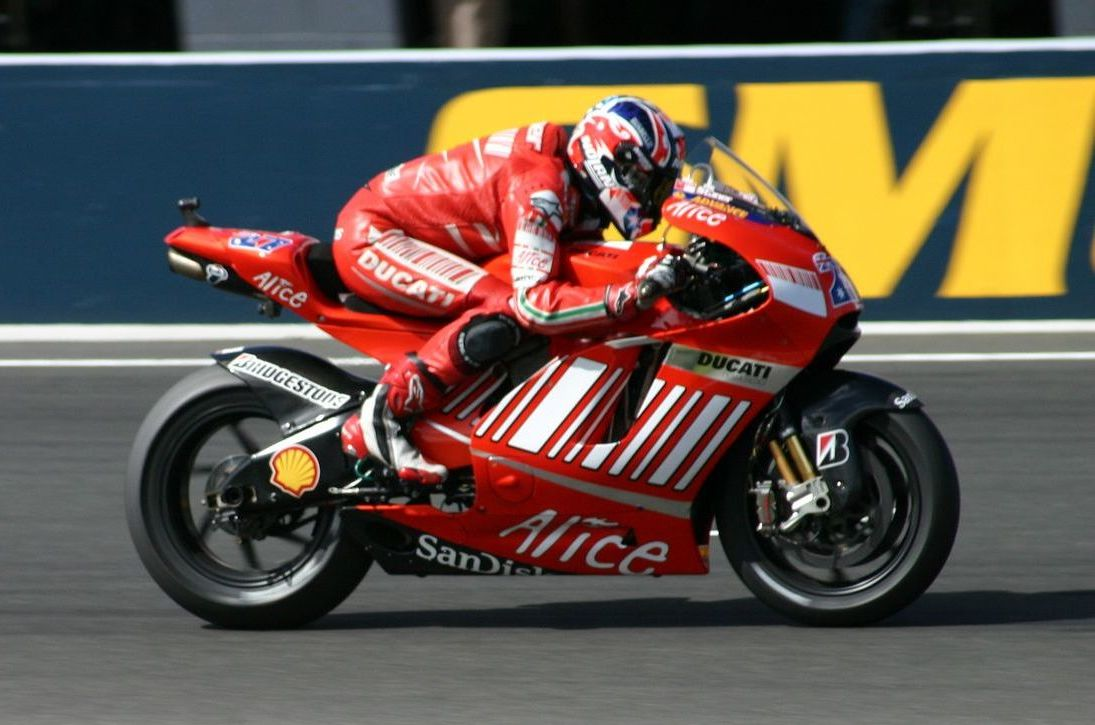
Stoner amb la Ducati a Phillip Island

Stoner va protagonitzar una temporada innovadora amb la Ducati i va dur l'equip italià a guanyar el seu primer títol mundial en l'escena dels Grans Premis. També va ser la primera vegada des del 1974 que la categoria reina no la guanyava una marca japonesa. El nou motor Ducati de 800 cc tenia un avantatge significatiu sobre els altres fabricants en velocitat punta en línia recta, però era difícil de conduir als revolts per a l'experimentat company d'equip de Stoner, Loris Capirossi. Stoner va presentar batalla pel títol des del començament, però Valentino Rossi va posar-li les coses difícils durant un llarg període, fins que Stoner començà a allunyar-se'n a mitjan temporada i sentencià el seu títol a diverses curses del final.
Fins a finals del 2006, tot feia preveure que Honda aprofitaria l'avantatge dels nous motors de 800 cc, ja que podria modificar els seus motors existents més fàcilment que altres fabricants. A la pràctica, però, Honda va patir més pel canvi de reglament i només Dani Pedrosa i Marco Melandri van poder oposar-se algun cop als líders. Stoner va aconseguir una tirallonga de victòries per a Ducati, Chris Vermeulen va aconseguir la primera de Suzuki de l'era de MotoGP després que John Hopkins donés a aquesta marca el seu primer podi. L'equip de Kawasaki també va fer progressos i va millorar els seus resultats.

## Campions del món
Pilots
| 125cc          | 250cc         | MotoGP       |
| -------------- | ------------- | ------------ |
| Gábor Talmácsi | Jorge Lorenzo | Casey Stoner |

Constructors
| 125cc   | 250cc   | MotoGP |
| ------- | ------- | ------ |
| Aprilia | Aprilia | Ducati |

Equips
| MotoGP               |
| -------------------- |
| Ducati Marlboro Team |

## Grans Premis

### Sistema de puntuació
Barem de puntuació de 1993 ençà:
| Posició | 1  | 2  | 3  | 4  | 5  | 6  | 7 | 8 | 9 | 10 | 11 | 12 | 13 | 14 | 15 |
| Punts   | 25 | 20 | 16 | 13 | 11 | 10 | 9 | 8 | 7 | 6  | 5  | 4  | 3  | 2  | 1  |

### Calendari
| Cursa | Data           | Gran Premi                            | Circuit        |
| ----- | -------------- | ------------------------------------- | -------------- |
| 1     | 10 de març ††  | Gran Premi de Qatar                   | Losail         |
| 2     | 25 de març     | Gran Premi d'Espanya                  | Jerez          |
| 3     | 22 d'abril     | Gran Premi de Turquia                 | Turquia        |
| 4     | 6 de maig      | Gran Premi de la Xina                 | Shanghai       |
| 5     | 20 de maig     | Gran Premi de França                  | Le Mans        |
| 6     | 27 de maig     | Gran Premi d'Itàlia                   | Mugello        |
| 7     | 10 de juny     | Gran Premi de Catalunya               | Catalunya      |
| 8     | 24 de juny     | Gran Premi de Gran Bretanya           | Donington Park |
| 9     | 30 de juny ††  | Dutch TT                              | Assen          |
| 10    | 15 de juliol   | Gran Premi d'Alemanya                 | Sachsenring    |
| 11    | 22 de juliol † | Gran Premi dels Estats Units          | Laguna Seca    |
| 12    | 19 d'agost     | Gran Premi de la República Txeca      | Brno           |
| 13    | 2 de setembre  | Gran Premi de San Marino              | Misano         |
| 14    | 16 de setembre | Gran Premi de Portugal                | Estoril        |
| 15    | 23 de setembre | Gran Premi del Japó                   | Motegi         |
| 16    | 14 d'octubre   | Gran Premi d'Austràlia                | Phillip Island |
| 17    | 21 d'octubre   | Gran Premi de Malàisia                | Sepang         |
| 18    | 4 de novembre  | Gran Premi de la Comunitat Valenciana | Ricardo Tormo  |

†† = Cursa en dissabte
† = Només cursa de MotoGP

### Guanyadors
| Cursa | Gran Premi                            | 125cc            | 250cc            | MotoGP          | Resultats |
| ----- | ------------------------------------- | ---------------- | ---------------- | --------------- | --------- |
| 1     | Gran Premi de Qatar                   | Héctor Faubel    | Jorge Lorenzo    | Casey Stoner    | Resultat  |
| 2     | Gran Premi d'Espanya                  | Gábor Talmácsi   | Jorge Lorenzo    | Valentino Rossi | Resultat  |
| 3     | Gran Premi de Turquia                 | Simone Corsi     | Andrea Dovizioso | Casey Stoner    | Resultat  |
| 4     | Gran Premi de la Xina                 | Lukás Pesek      | Jorge Lorenzo    | Casey Stoner    | Resultat  |
| 5     | Gran Premi de França                  | Sergio Gadea     | Jorge Lorenzo    | Chris Vermeulen | Resultat  |
| 6     | Gran Premi d'Itàlia                   | Héctor Faubel    | Álvaro Bautista  | Valentino Rossi | Resultat  |
| 7     | Gran Premi de Catalunya               | Tomoyoshi Koyama | Jorge Lorenzo    | Casey Stoner    | Resultat  |
| 8     | Gran Premi de Gran Bretanya           | Mattia Pasini    | Andrea Dovizioso | Casey Stoner    | Resultat  |
| 9     | Dutch TT                              | Mattia Pasini    | Jorge Lorenzo    | Valentino Rossi | Resultat  |
| 10    | Gran Premi d'Alemanya                 | Gábor Talmácsi   | Hiroshi Aoyama   | Dani Pedrosa    | Resultat  |
| 11    | Gran Premi dels Estats Units          | -                | -                | Casey Stoner    | Resultat  |
| 12    | Gran Premi de la República Txeca      | Héctor Faubel    | Jorge Lorenzo    | Casey Stoner    | Resultat  |
| 13    | Gran Premi de San Marino              | Mattia Pasini    | Jorge Lorenzo    | Casey Stoner    | Resultat  |
| 14    | Gran Premi de Portugal                | Héctor Faubel    | Álvaro Bautista  | Valentino Rossi | Resultat  |
| 15    | Gran Premi del Japó                   | Mattia Pasini    | Mika Kallio      | Loris Capirossi | Resultat  |
| 16    | Gran Premi d'Austràlia                | Lukás Pesek      | Jorge Lorenzo    | Casey Stoner    | Resultat  |
| 17    | Gran Premi de Malàisia                | Gábor Talmácsi   | Hiroshi Aoyama   | Casey Stoner    | Resultat  |
| 18    | Gran Premi de la Comunitat Valenciana | Héctor Faubel    | Mika Kallio      | Dani Pedrosa    | Resultat  |

## Galeria

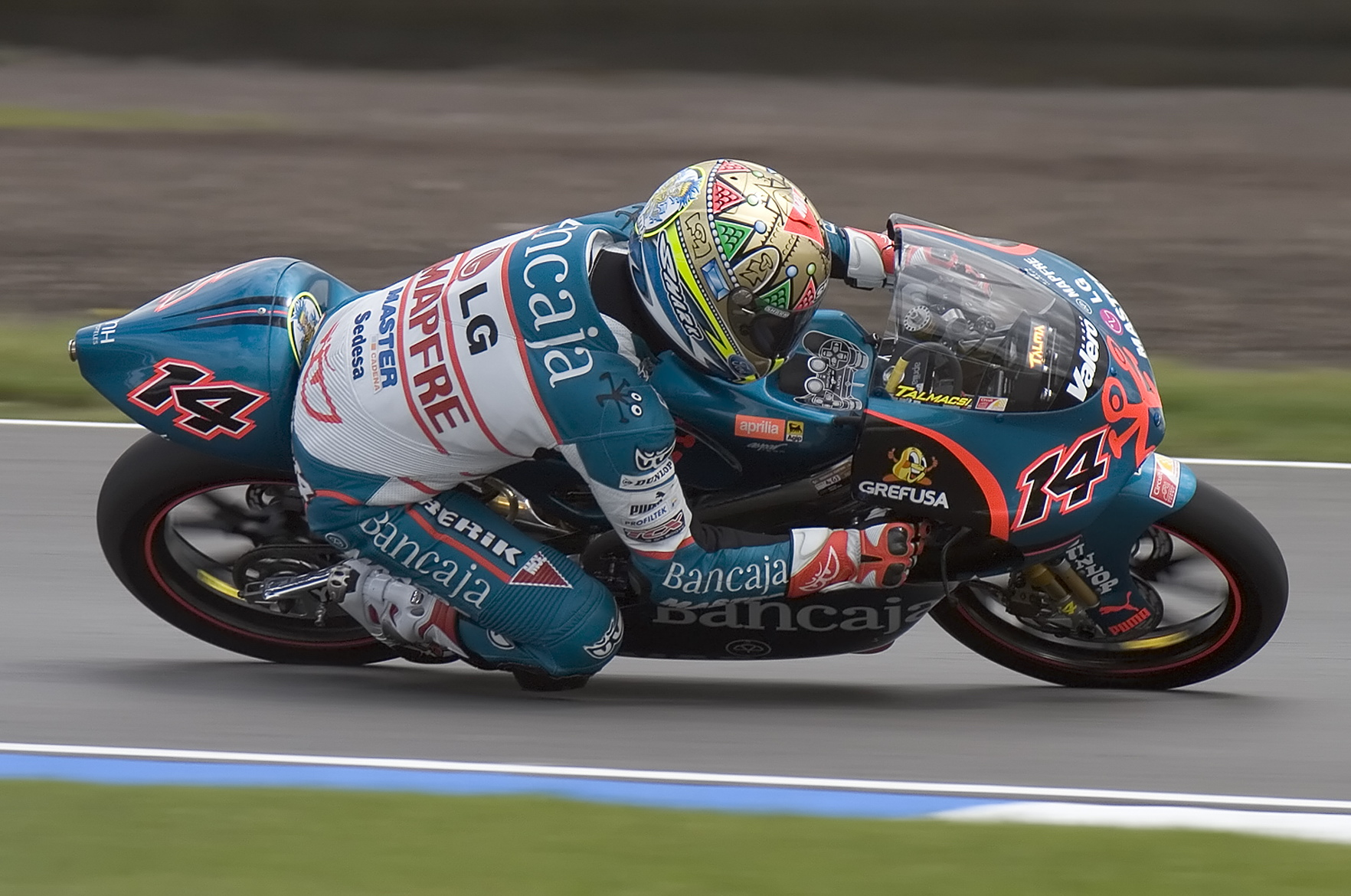
Gábor Talmácsi, campió de 125cc
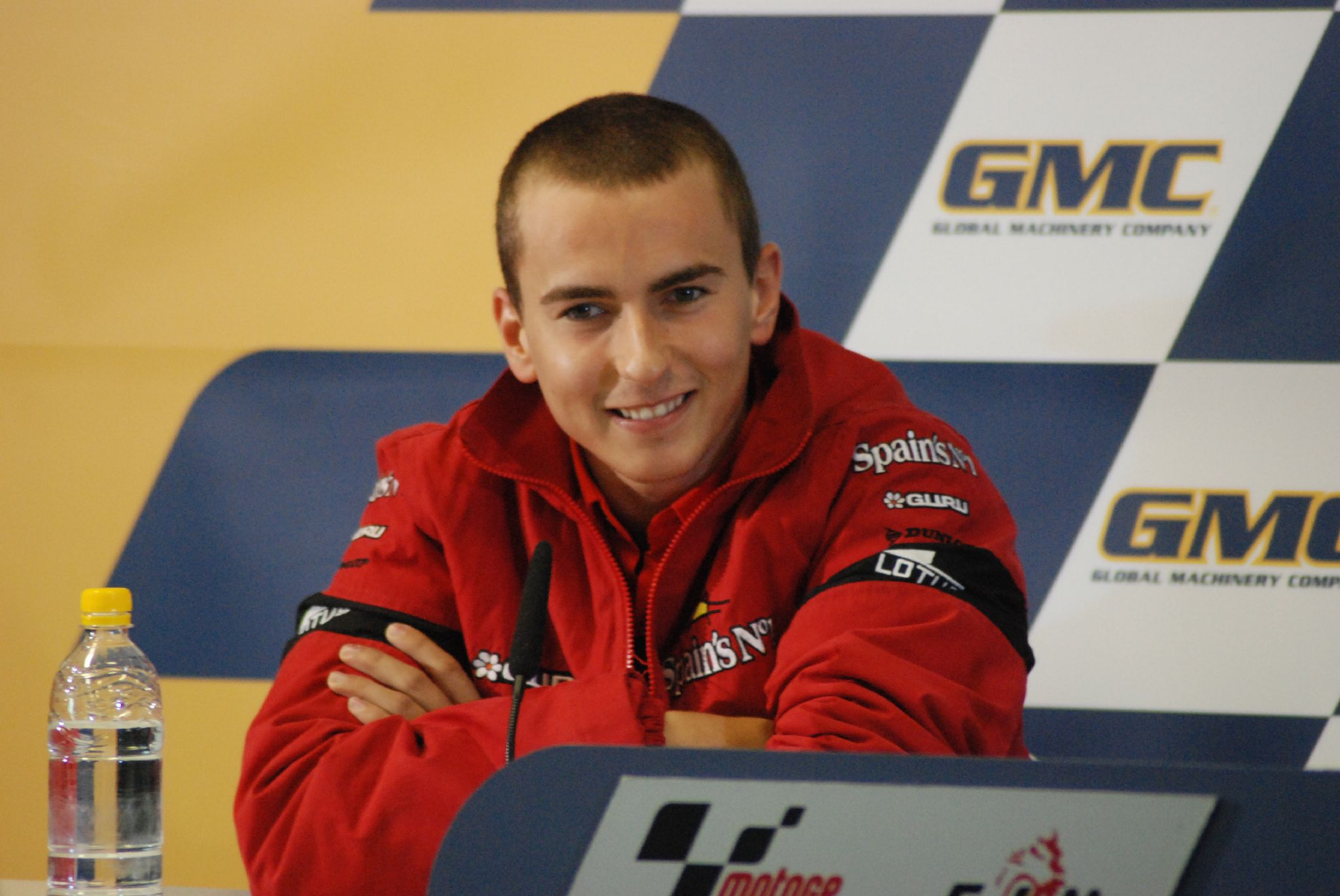
Jorge Lorenzo, campió de 250cc
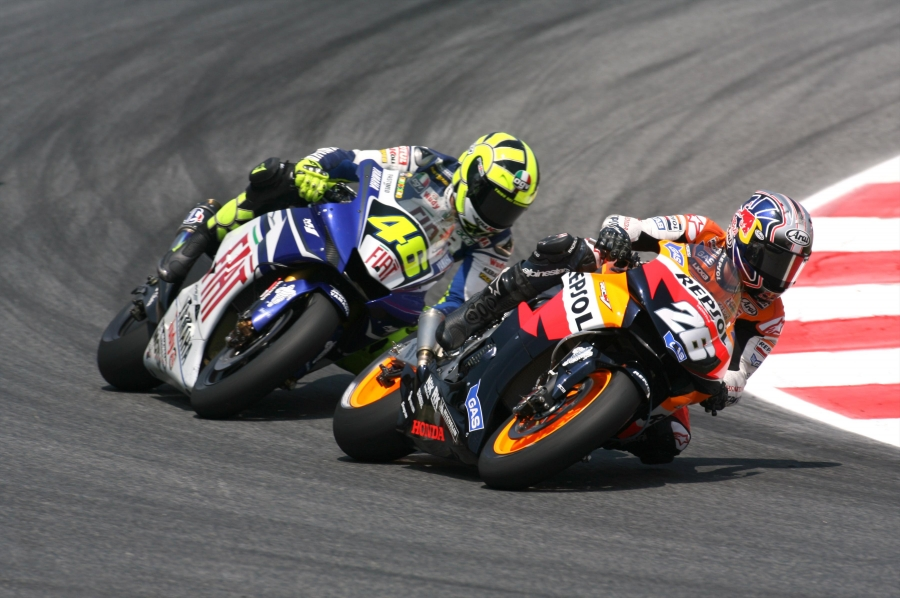
Valentino Rossi (46), tercer a MotoGP
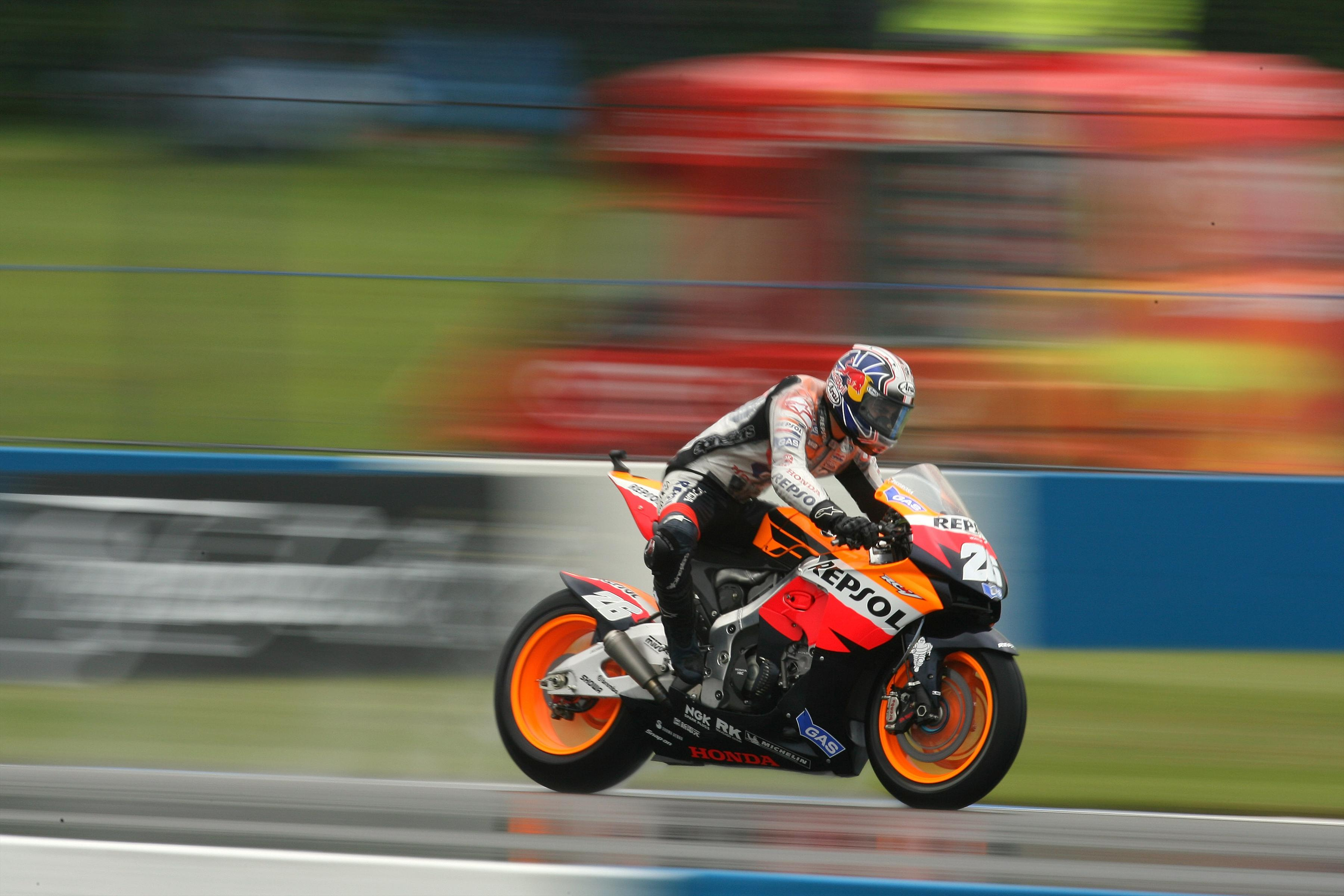
Dani Pedrosa, subcampió de MotoGP
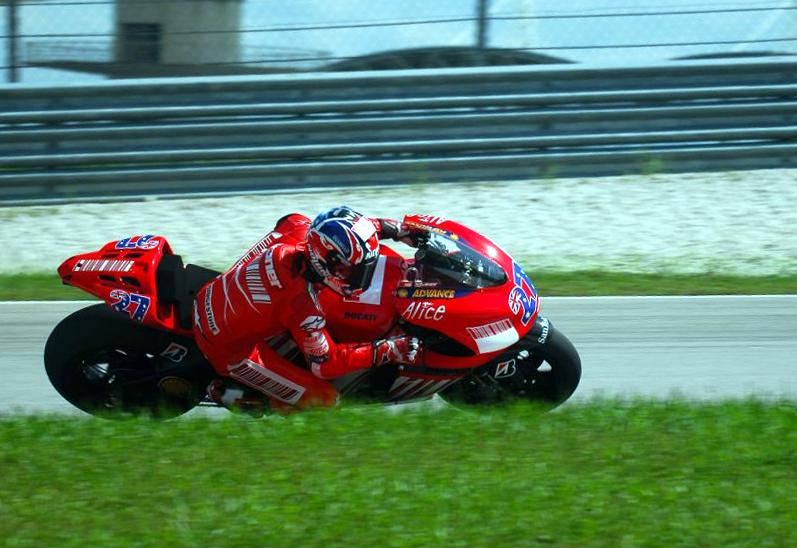
Casey Stoner, campió de MotoGP

## Debutant de l'any
El Debutant de l'Any de MotoGP del 2007 fou el francès Sylvain Guintoli.

## Classificació dels pilots

### MotoGP
(Llegenda) (En negreta - Pole; En cursiva - Volta ràpida)
- Les rondes marcades en blau es van córrer sobre pista mullada o van ser aturades per la pluja.
- Els pilots marcats en blau optaven al premi Debutant de l'any.